# Insigne

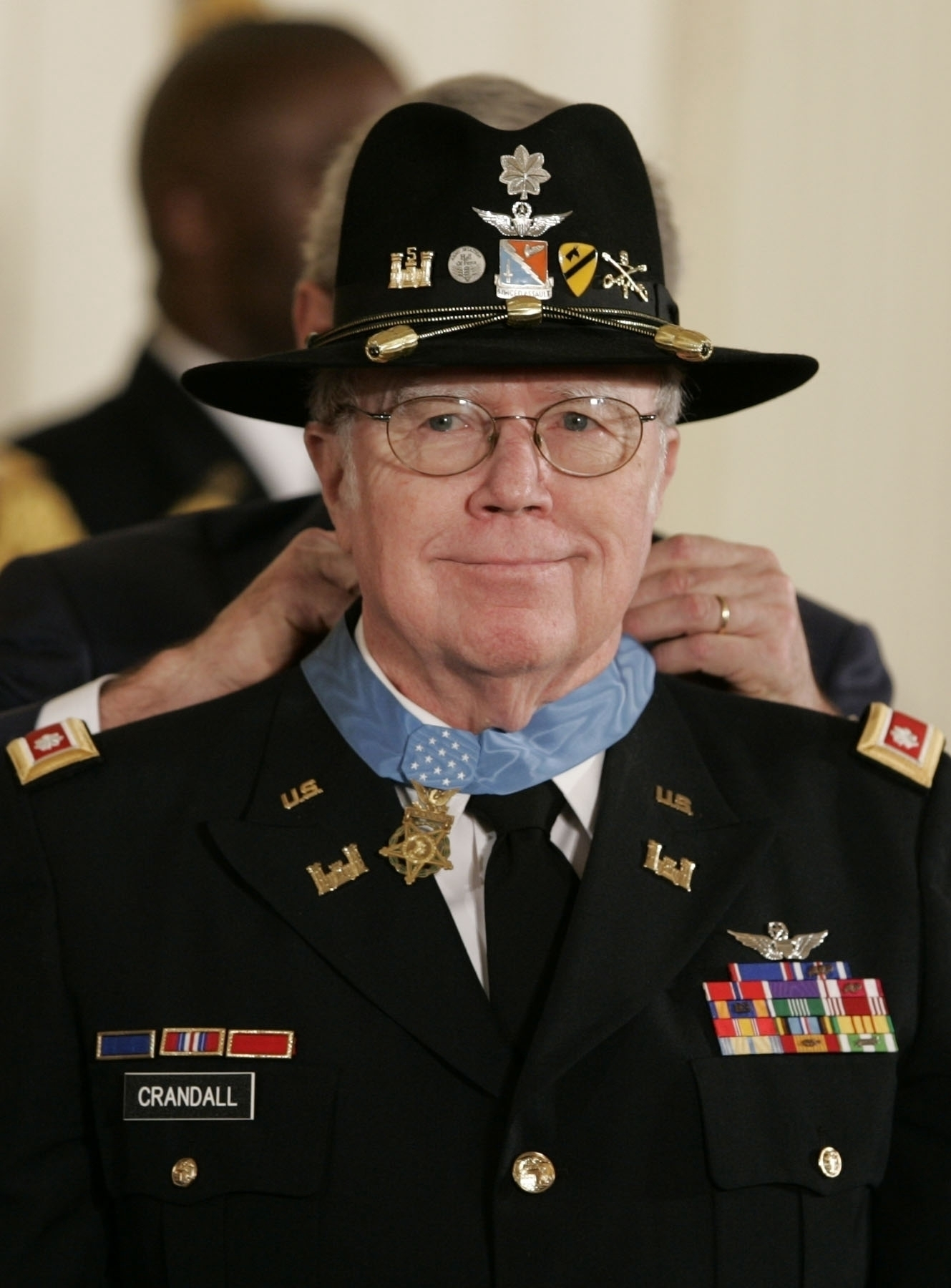
LtCol. Bruce P. Crandall, U.S. Army ontvangt in 2007 de Medal of Honor voor uitzonderlijke moed in de Vietnamoorlog (1965).

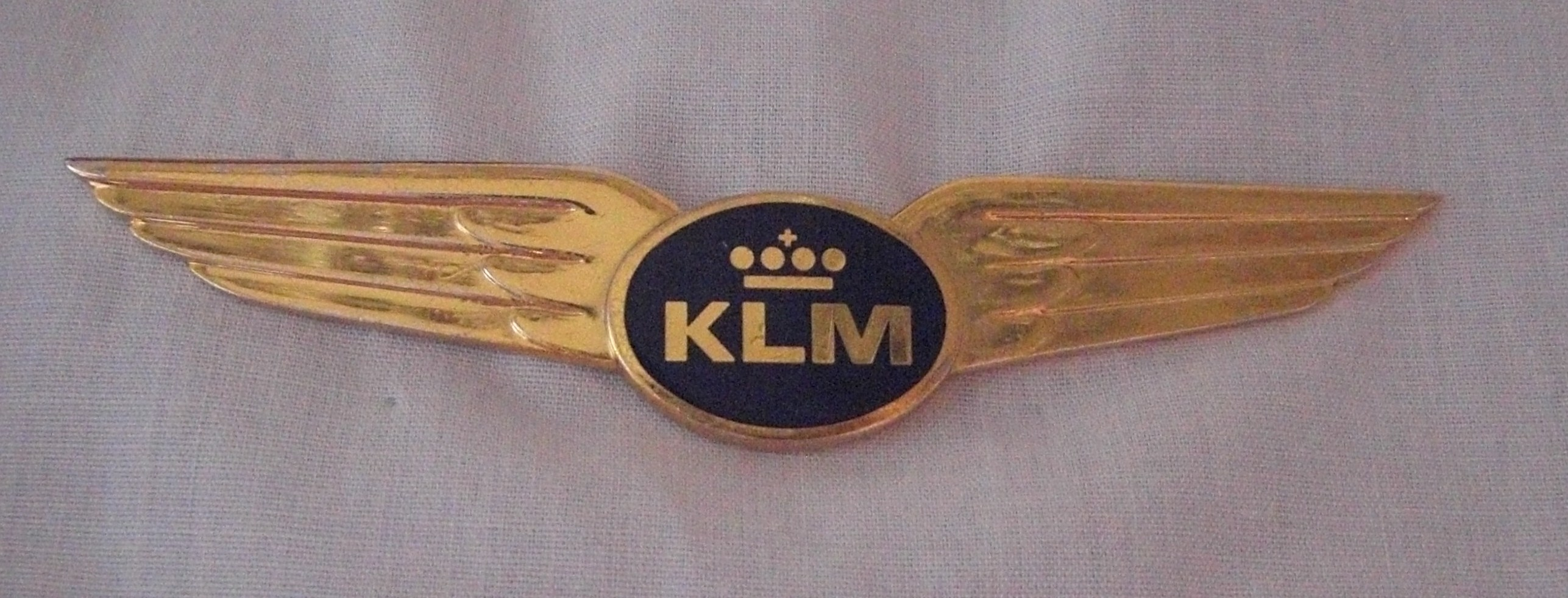
Gouden KLM Wing.

Een insigne (Latijn: insigne (mv. insignia): embleem, symbool) is een symbool of bewijs om macht, status, of een overheids- of juridische positie aan te tonen. Insignes worden vooral gebruikt als embleem voor een specifieke autoriteit.
Insignes worden ook gebruikt bij scouting, zie insignes bij scouting, waar het een teken is voor een bepaalde vaardigheid bezitten, zoals veilig hakken, kampvuur maken of knopen leggen.
Bij het behalen van het diploma verpleegkundige hoort een insigne. "Je speld halen" staat synoniem voor afstuderen. Het dragen van dit insigne wordt steeds minder gedaan.